# Université nationale de pédagogie de Jeonju
L'Université nationale de pédagogie de Jeonju (en hangul : 전주교육대학교) est une université nationale de Corée du Sud située à Jeonju. Elle a la charge de la formation des futurs enseignants du primaire et du secondaire.